# Мунейра

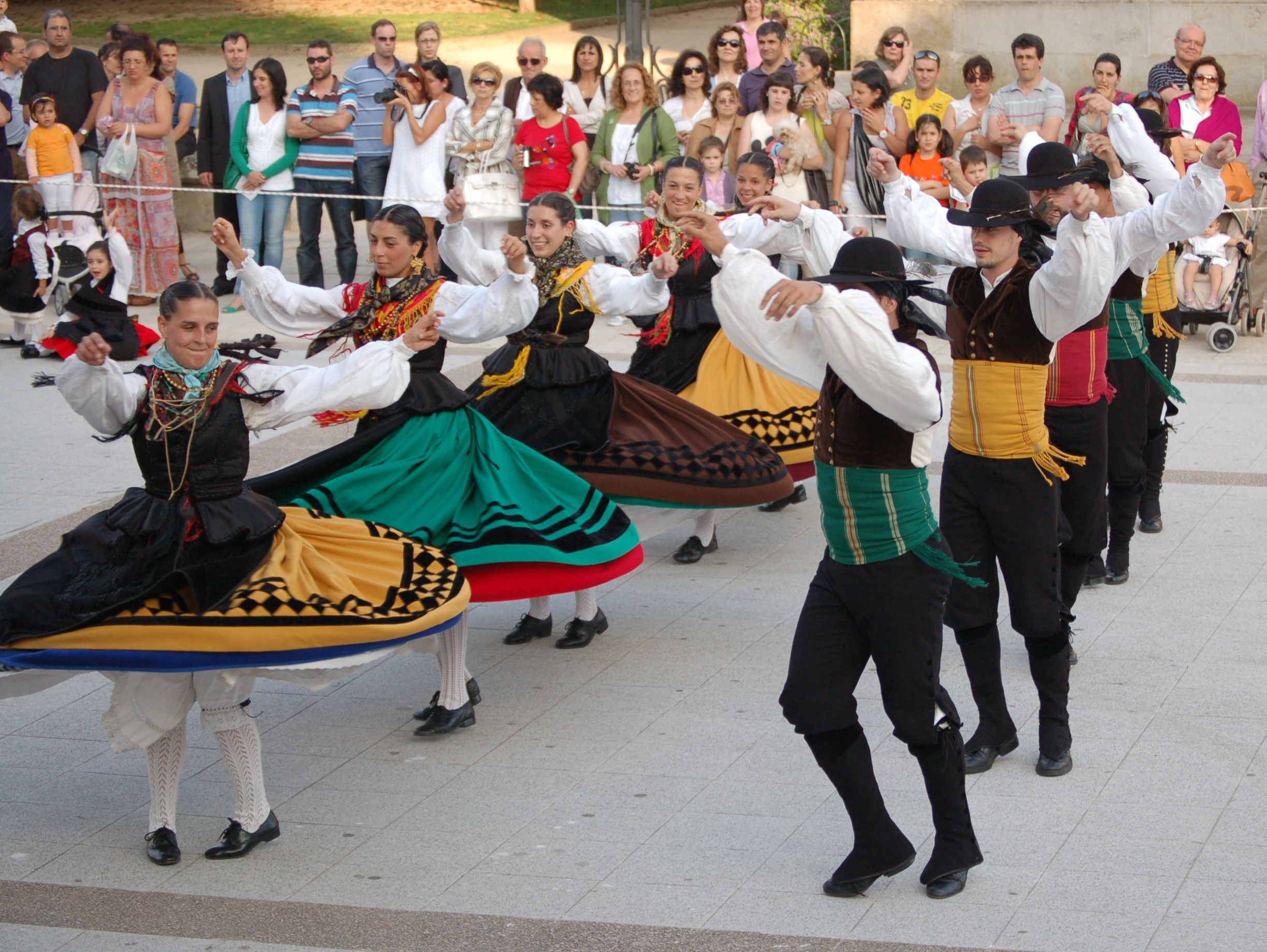
Исполнение танца

Муйне́йра (галис. muiñeira, исп. muñeira от галис. muiño «мельница») — галисийский народный танец, распространенный в испанской автономии Галисия, а также у испанцев автономной области Астурия с музыкальным размером 6/8.

## Исполнение танца
Танцуют Муйнейру с поднятыми вверх руками. Главный танцевальный шаг называется пасео (галис. paseo). Муйнейра преимущественно инструментальный танец, который как и сардана, имеет постоянный музыкальный размер — 6/8.
Муйнейра может состоять из двух и более частей. Более давние варианты обычно состояли из двух частей, более новые — из двух и более.
Муйнейра исполняется в традиционных костюмах под аккомпанемент музыкальных инструментов — волынки, бубна, маленького барабана и прочих, а также часто сопровождается пением.
Муйнейрой называется также и быстрая мелодия, под которую исполняется танец.

## Историческая справка
Муйнейра считается достаточно давним танцем, унаследованым галисийцами от кельтоиберийцев. В пользу этого свидетельствует традиционный выкрик — атурушо (галис. aturuxo), сильный, протяжный и резкий, которым окружающие сопровождают танец, подбадривая танцующих, и который имеет кельтское происхождение — это был боевой клич, с которым в древние времена шли в атаку. Однако первые документально подтвержденные свидетельства о муйнейру относятся к XVI веку.
Этимология названия муйнейра от слова «мельница» дала возможность некоторым исследователям утверждать, что изначально танец был популярен среди мельников. По другой версии муйнейра получила своё название от места, то есть от мельницы и прилегающей территории, где обычно устраивались сельские вечеринки с танцами.
Муйнейра — танец как праздничный, так и повседневный (например, исполнялся на вечеринках после трудового дня).

## Распространение и виды
Муйнейра — чисто галисийский танец, но известна также и в Астурии. Известны локальные варианты танца, например, муйнейра провинции Луго.
Выделяют два основных вида муйнейры:
- старая муйнейра (галис. muiñeira vella) — всегда с пениями и в сопровождении игры на бубне-пандейрете.
- новая муйнейра (галис. muiñeira nova) — своим происхождением обязан профессиональной музыкальной культуре и имеет инструментальный характер, иногда имеет прелюдию.